# Finale della Coppa UEFA 1975-1976
La finale della 5ª edizione della Coppa UEFA fu disputata in gara d'andata e ritorno tra Liverpool e Club Bruges. Il 28 aprile 1976 all'Anfield Road di Liverpool la partita, arbitrata dal tedesco occidentale Ferdinand Biwersi, finì 3-2.
La gara di ritorno si disputò dopo tre settimane all'Olympiastadion di Bruges e fu arbitrata dal tedesco orientale Rudi Glöckner. Il match terminò 1-1 e ad aggiudicarsi il trofeo fu la squadra inglese.

## Le squadre
| Squadre     | Partecipazioni precedenti (il grassetto indica la vittoria) |
| ----------- | ----------------------------------------------------------- |
| Liverpool   | 1 (1973)                                                    |
| Club Bruges | Nessuna                                                     |

## Il cammino verso la finale
Il Liverpool di Bob Paisley esordì contro gli scozzesi dell'Hibernian aggiudicandosi il derby britannico grazie alla vittoria casalinga per 3-1, dopo la sconfitta per 1-0 subita a Edimburgo. Nel secondo turno gli inglesi affrontarono gli spagnoli della Real Sociedad, battendoli con un risultato complessivo di 9-1. Agli ottavi di finale i polacchi dello Śląsk Breslavia persero andata e ritorno rispettivamente 2-1 e 3-0. Ai quarti i Reds affrontarono i tedeschi orientali della Dinamo Dresda superandoli grazie al 2-1 casalingo, dopo che l'andata in Germania Est si concluse a reti inviolate. In semifinale gli spagnoli del Barcellona furono sconfitti al Camp Nou 1-0 e pareggiarono ad Anfield 1-1.
Il Club Bruges di Ernst Happel iniziò il cammino europeo contro i francesi dell'Olympique Lione vincendo con un risultato complessivo di 6-4. Nel secondo turno i belgi affrontarono gli inglesi dell'Ipswich Town che vinsero all'andata 3-0, ma furono rimontati e sconfitti nel retour match per 4-0. Agli ottavi di finale gli italiani della Roma furono battuti sia all'andata che al ritorno col risultato di 1-0. Ai quarti di finale i Blauw en Zwart affrontarono un'altra squadra italiana, il Milan, e passarono il turno (tra le polemiche) grazie alla vittoria casalinga per 2-0, che rese indolore la sconfitta per 2-1 subita a San Siro. In semifinale i tedeschi occidentali dell'Amburgo furono sconfitti col punteggio totale di 2-1.

## Le partite
A Liverpool va in scena la finale di andata tra il Liverpool, già campione tre anni prima, e il Club Bruges, che di lì a poco sarebbe diventato campione di Belgio. Il Liverpool, non abituato a squadre disposte ad attaccarli davanti al loro pubblico, rimase sorpreso dal modo in cui i nerazzurri affrontano l'incontro e dopo meno di un quarto d'ora sono già sotto di due reti, segnate da Raoul Lambert e Julien Cools. Nel secondo nel Liverpool entra Jimmy Case e in soli sei minuti il punteggio è ribaltato grazie ai gol di Ray Kennedy, Kevin Keegan e dello stesso Case.
A Bruges, tre settimane più tardi, i belgi hanno la possibilità di vincere quella che fu definita la "sfida impossibile". Così come nella gara d'andata, il Club Bruges attacca subito a viso aperto e al decimo del primo tempo l'arbitro assegna un rigore per fallo di mano di Tommy Smith, che Lambert realizza. Il sogno però dura appena quattro minuti, dato che Keegan pareggia su calcio di punizione. I belgi si riversano a testa bassa in attacco e un grande Ray Clemence impedisce agli avversari di segnare e ai suoi di portare nuovamente a casa la Coppa UEFA.

## Tabellini

### Andata
| Arbitro: | Ferdinand Biwersi |

|                                        |           |                      |
| Kennedy 60’ Case 62’ Keegan 65’ (rig.) | Marcatori | 5’ Lambert 12’ Cools |

| Liverpool | Club Bruges |

|               |    |                  |  |     |
|               |    |                  |  |     |
| P             | 1  | Ray Clemence     |  |     |
| D             | 2  | Phil Neal        |  |     |
| D             | 3  | Tommy Smith      |  |     |
| D             | 4  | Phil Thompson    |  |     |
| C             | 5  | Ray Kennedy      |  |     |
| D             | 6  | Emlyn Hughes     |  |     |
| A             | 7  | Kevin Keegan     |  |     |
| A             | 8  | David Fairclough |  |     |
| C             | 9  | Steve Heighway   |  |     |
| A             | 10 | John Toshack     |  | 46’ |
| C             | 11 | Ian Callaghan    |  |     |
| Sostituzioni: |    |                  |  |     |
| C             | 12 | Jimmy Case       |  | 46’ |
| Allenatore:   |    |                  |  |     |
| Bob Paisley   |    |                  |  |     |

|              |    |                   |     |
|              |    |                   |     |
| P            | 1  | Birger Jensen     |     |
| D            | 2  | Fons Bastijns     |     |
| D            | 3  | Eddie Krieger     | 67’ |
| D            | 4  | Georges Leekens   |     |
| D            | 5  | Jos Volders       |     |
| C            | 6  | Julien Cools      |     |
| C            | 7  | René Vandereycken |     |
| C            | 8  | Daniël de Cubber  |     |
| A            | 9  | Roger van Gool    |     |
| A            | 10 | Raoul Lambert     |     |
| A            | 11 | Ulrik le Fevre    |     |
|              |    |                   |     |
|              |    |                   |     |
| Allenatore:  |    |                   |     |
| Ernst Happel |    |                   |     |

### Ritorno
| Arbitro: | Rudi Glöckner |

|                    |           |            |
| Lambert 11’ (rig.) | Marcatori | 15’ Keegan |

| Club Bruges | Liverpool |

|               |    |                   |    |     |
|               |    |                   |    |     |
| P             | 1  | Birger Jensen     |    |     |
| D             | 2  | Fons Bastijns     |    |     |
| D             | 3  | Eddie Krieger     |    |     |
| D             | 4  | Georges Leekens   | 1’ |     |
| D             | 5  | Jos Volders       |    |     |
| C             | 6  | Julien Cools      |    |     |
| C             | 7  | René Vandereycken |    |     |
| C             | 8  | Daniël de Cubber  |    | 70’ |
| A             | 9  | Roger van Gool    |    |     |
| A             | 10 | Raoul Lambert     |    | 75’ |
| A             | 11 | Ulrik le Fevre    |    |     |
| Sostituzioni: |    |                   |    |     |
| A             | 12 | Dirk Hinderyckx   |    | 70’ |
| C             | 14 | Dirk Sanders      |    | 75’ |
| Allenatore:   |    |                   |    |     |
| Ernst Happel  |    |                   |    |     |

|               |    |                  |    |     |
|               |    |                  |    |     |
| P             | 1  | Ray Clemence     |    |     |
| D             | 2  | Phil Neal        |    |     |
| D             | 3  | Tommy Smith      |    |     |
| D             | 4  | Phil Thompson    |    |     |
| C             | 5  | Ray Kennedy      |    |     |
| D             | 6  | Emlyn Hughes     |    |     |
| A             | 7  | Kevin Keegan     |    |     |
| C             | 8  | Jimmy Case       | 1’ |     |
| C             | 9  | Steve Heighway   |    |     |
| A             | 10 | John Toshack     |    | 65’ |
| C             | 11 | Ian Callaghan    |    |     |
| Sostituzioni: |    |                  |    |     |
| A             | 12 | David Fairclough |    | 65’ |
|               |    |                  |    |     |
| Allenatore:   |    |                  |    |     |
| Bob Paisley   |    |                  |    |     |